# A Trip to Paramountown
A Trip to Paramountown és una pel·lícula muda promocional produïda per la Famous Players-Lasky per celebrar els 10 anys de la fundació de la distribuïdora Paramount. Dirigida per Jerome Beatty, en la pel·lícula apareixen la majoria d’estrelles que estaven contractades per la Famous Players-Lasky o la Paramount. Estrenada el juliol de 1922, la pel·lícula va influenciar la posterior aparició de pel·lícules sobre el mon del cinema com “Hollywood” (1923) o “Souls for Sale” (1923). Altres reportatges posteriors similars a aquest foren “MGM Studio Tour” (1925) o “A Trip Through the Paramount Studio” (1927). Algunes de les pel·lícules que s'hi mostren, com per exemple “Nice People” amb Bebe Daniels, “Burning Sands” amb Wanda Hawley o “Her Gilded Cage” amb Gloria Swanson es consideren actualment perdudes.

## Argument
La pel·lícula consisteix en una sèrie de seqüències de les diferents unitats de producció  en el moment en què s'estan rodant les pel·lícules que s'havien d’estrenar durant la temporada 1922-23 així com filmacions de moltes de les estrelles i membres de l'equip tècnic en moments fora del rodatge als estudis. La pel·lícula inclou diferents efectes especials, com per exemple Dorothy Dalton interpretant quatre personatges a la vegada, Wallace Reid reduït dins d’un cotxe de joguina o Bebe Daniels miniaturitzada com una nina ballarina. Entre les produccions que s'hi mostren hi ha “Manslaughter”, “Nice People”, “Her Gilded Cage”, “Blood and Sand”, “To Have and To Hold” i “Burning Sands”.

## Fitxa tècnica
- Direcció: Jerome Beatty[1]
- Fotografia: Karl Brown
- Efectes especials: Karl Brown
- Ajudant de direcció: Walter Reed/Vernon Keyas[3][1]
- Directors tècnics: Jack Cunningham (continuïtat) i Rob Wagner (intertítols)
- Rodada als estudis Lasky de Hollywood

## Cameos
- Sylvia Ashton
- T. Roy Barnes
- William Boyd
- Alice Brady
- Betty Compson
- Dorothy Dalton
- Bebe Daniels
- Marion Davies
- William C. deMille
- Cecil B. DeMille
- George Fawcett
- Julia Faye
- Elsie Ferguson
- George Fitzmaurice
- Wanda Hawley
- Jack Holt
- Leatrice Joy
- Theodore Kosloff
- Lila Lee
- Mitchel Lewis
- Lucien Littlefield
- Walter Long
- Bert Lytell
- May McAvoy
- Thomas Meighan
- George Melford
- Mary Miles Minter
- Tom Moore
- Conrad Nagel
- Nita Naldi
- Fred Niblo
- Anna Q. Nilsson
- Wallace Reid
- Theodore Roberts
- John S. Robertson
- Milton Sills
- Penrhyn Stanlaws
- Gloria Swanson
- Rudolph Valentino
- Lois Wilson
- Sam Wood